# Babel (film 2006)
Babel – amerykański dramat filmowy z 2006 roku w reżyserii Alejandra Gonzáleza Iñárritu. Wielowątkowa fabuła filmu ma miejsce w czasach współczesnych, w czterech krajach: Maroku, USA, Japonii i Meksyku. Wszystkie historie są ze sobą związane. Film jest częścią trylogii, w skład której wchodzą także filmy Amores perros i 21 gramów.

## Opis fabuły
Film opowiada równolegle splatające się losy pary amerykańskich turystów, rodziny z Maroka, niani opiekującej się dziećmi Amerykanów oraz japońskiej dziewczyny.
Wszystko zaczyna się na pustyni w Maroku. Mężczyzna, aby chronić swoje stado kóz przed szakalami, kupuje od sąsiada strzelbę, która następnie trafia do rąk nieletnich synów pasterza. Jeden z nich, chcąc sprawdzić zasięg broni, strzela z dużej wysokości w kierunku jadącego autokaru pełnego turystów. Kula trafia Amerykankę Susan, żonę Richarda, z którym wybrała się w podróż mającą poprawić ich małżeńskie relacje po stracie dziecka. Autokar zatrzymuje się w pobliskiej wiosce. Richard dzwoni po pomoc do ambasady. Przypadkowe strzały do autokaru zostają wzięte za międzynarodowy incydent terrorystyczny. Amelia wybiera się na ślub syna. Z powodu braku zastępczej opiekunki, postanawia zabrać dzieci ze sobą. Przejazd przez granicę też stwarza problemy. Jednocześnie ukazane są losy głuchoniemej japońskiej dziewczyny, której ojciec pierwotnie był właścicielem wspomnianej strzelby.

## Produkcja
Zdjęcia do filmu kręcono na terenie czterech krajów. Do lokalizacji wykorzystanych przez filmowców należały:
- Maroko: Casablanca, Warzazat, wioska Taguenzalt u podnóża gór Atlas;
- Japonia: Tokio, Ibaraki;
- Meksyk: El Carrizo, stan Sonora, Tecate, Tijuana;
- Stany Zjednoczone: San Diego[1].

## Nagrody i nominacje
- Film był nominowany do Złotej Palmy na festiwalu w Cannes. Zdobył nagrodę za najlepszą reżyserię i nagrodę jury ekumenicznego.
- Złoty Glob za najlepszy film w kategorii dramat.
- Oscar dla najlepszej muzyki. Nominacje w kategoriach: najlepszy film, reżyseria, scenariusz, montaż oraz dla aktorek drugoplanowych (Adriana Barraza i Rinko Kikuchi).